# Rohdatenverarbeitung
Bei der Rohdatenverarbeitung (Primärdatenverarbeitung) werden die Rohdaten, die bei einer Beobachtung, einer Messung oder einer Datenerhebung anfallen, geprüft, aufbereitet, verarbeitet und als Sekundärdaten in ein neues Format überführt – häufig mit dem Ziel die Daten in eine Form zu bringen, die menschlich besser verständlich ist. Rohdatenverarbeitung bedeutet auch, die Rohdaten und die gewonnenen Sekundärdaten zu analysieren, Schlüsse zu ziehen und somit Information zu erzeugen.

## Beispiele
Die Ausmessung eines Zimmers ergibt die Länge 5 m, die Breite 4 m sowie die Höhe 2,80 m. Diese drei Werte sind die Rohdaten (Primärdaten). Aus ihnen lassen sich durch Berechnung (Rohdatenverarbeitung) die Sekundärdaten Fläche mit 20 m² sowie Rauminhalt mit 56 m³ ableiten.
Ein Wissenschaftler misst im Labor den Druck eines Gases in einem abgeschlossenen Behälter bei unterschiedlichen Temperaturen. Rohdaten sind hier die Temperaturen und die gemessenen Drucke. Aus den primären Messwerten lassen sich im Rahmen der Rohdatenverarbeitung naturwissenschaftliche Gesetzmäßigkeiten oder empirische Formeln zum Verhalten des Gases ableiten.
Ein Ärzteteam erhebt bei einer klinischen Studie Daten zur Wirkung eines Medikaments. Als Rohdaten fallen beispielsweise die Blutwerte der Probanden an. Die Rohdatenverarbeitung besteht aus der Auswertung der Daten und der Ableitung von Aussagen zu Wirksamkeit und Sicherheit des Medikaments.

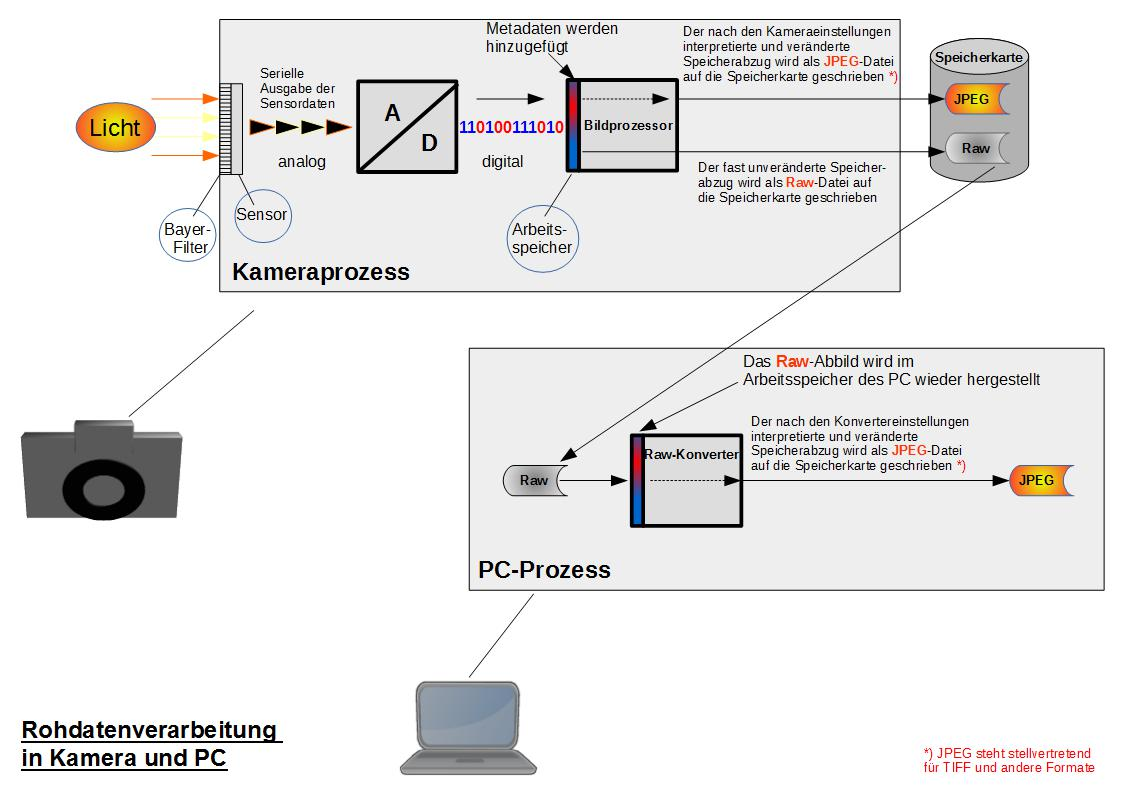
Rohdatenverarbeitung in Kamera sowie PC

In der Digitalfotografie speichern Kameras häufig die von den Fotodioden des Bildsensors ausgelesenen Informationen im Rohdatenformat (RAW-Format). Somit liegen die primären Bilddaten unbearbeitet so vor wie sie der Sensor der Kamera erfasst hat. Bei der Bildbearbeitung (Rohdatenverarbeitung) werden die Rohdaten in der Kamera oder extern an einem Rechner entwickelt (beispielsweise hinsichtlich des Farbraums oder des Dynamikumfangs) und vom Fotografen interpretiert. Speicherung der bearbeiteten Bilder erfolgt häufig in einem komprimierten Format wie JPG.
Ein Meinungsforschungsinstitut ermittelt im Rahmen einer Wählerbefragung die Beliebtheit von politischen Parteien. Als Rohdaten fallen hier Angaben zu den befragten Personen (Alter, Geschlecht etc.) und die Antworten der Personen an. Die Rohdatenverarbeitung umfasst Anonymisierung, Auswertung, und Interpretation der bei der Befragung angefallenen Primärdaten und ermöglicht Prognosen zum Wahlergebnis.

## Methoden
Rohdaten sind ungeprüfte Daten; sie können mit Fehlern (z. B. Messfehler) verschiedener Art behaftet sein. Ungeprüfte Nutzung kann zu falschen Schlussfolgerungen führen. Messdaten von komplexen Messgeräten sind ohne vorherige Aufbereitung häufig auch menschlich nicht verständlich.
Gängige Methoden zur Verarbeitung der Rohdaten sind:
- Erkennung von Fehlern (z. B. Messfehler, Ausreißer, Datendubletten) und gegebenenfalls Anwendung von Fehlerkorrekturverfahren
- Plausibilitätskontrollen
- Gewichtung und Standardisierung der Daten
- Statistische Auswertungen
- Rechenoperationen
- Durchführung von Transformationen
- Anonymisierung der Daten
- Ergänzung von Metadaten, die wesentliche Informationen zu Merkmalen der Rohdaten enthalten
- Bildverarbeitung und Bildbearbeitung
- Aggregation
- Klassifizierung, Analyse und Interpretation

Besondere Bedeutung kommt der Rohdatenverarbeitung in Laboren zu, die Qualitätsmanagementnormen einzuhalten haben (z. B. Prüflabore). EDV-Systemen, die in solchen Laboren zur Erfassung, Verarbeitung, Speicherung und Archivierung von Rohdaten zum Einsatz kommen müssen validiert sein.